# CD Trofense
Clube Desportivo Trofense este un club profesionist de fotbal din Trofa, Portugalia, care evoluează în Segunda Liga.

## Palmares
- Segunda Liga: 2007–08
- Portuguese Third Division: 1991–92

## Jucători notabili
| - Adriano Bessa - André Carvalhas - David Caiado - Fábio Fortes - Gaspar - Hélder Barbosa - Henrique Dinis - Hugo Leal - Marco Silva - Miguel Ângelo - Miguel Areias | - Pedro Ribeiro - Pedro Rios - Pedro Trigueira - Ricardo Janota - Zé Manel - Dedé - André Barreto - Dagil - Mércio - Theo - Milton do Ó - Paulinho | - Williams - Zé Carlos - Abdoul-Aziz Nikiema - Issouf Ouattara - William Modibo - Gégé - Cédric Moukouri - Abdul Moustapha Ouedraogo - Kareem Kazeem - Gora Tall - Marcelo Lipatin |  |

## Antrenori
| - José Domingos (1993–1994) - Nicolau Vaqueiro (1994) - Sá Pereira (1995–1996) - Nicolau Vaqueiro (1996–1999) - Jorge Regadas (1999–2000) - Maki (2003–2005) | - Daniel Ramos (2005–2007) - Toni (2007–2008) - Tulipa (2008–2009) - Vítor Oliveira (2009–2010) - Daniel Ramos (2010) - Porfírio Amorim (2010–2011) | - António Sousa (2011) - João Eusébio (2011–2012) - Professor Neca (2012) - Micael Sequeira (2012–2013) - Luís Diogo (2013–) |  |